# Martin Pudenz
Martin Pudenz (* 1948 in Arnsberg) in Nordrhein-Westfalen ist freischaffender Fotograf.

## Leben und Werk
Im Jahr 1965 schloss Pudenz die Oberschule des Praktischen Zweiges in Berlin ab. Von 1966 bis 1968 absolvierte er eine Fotografenlehre. Von 1969 bis 1977 betätigte er sich als Theaterfotograf, Porträtfotograf und Fotoreporter. Von 1977 bis 1983 studierte er Visuelle Kommunikation an der Gesamthochschule Kassel. Bekanntheit erlangte er durch seinen bewussten Rückgriff auf das längst aus der Mode gekommene Bromölverfahren, in welchem er seine Fotos abzieht: Landschafts- und Architekturfotografien, Naturstillleben, experimentelle Fotografien, inszenierte Porträts.
Er lebt und arbeitet in Frankfurt am Main.

## Ausstellungen

### Einzelausstellungen
- 1995  Kunstverein, Ludwigsburg
- 2004  Licht im Himmel, Fotografie Forum international, Frankfurt am Main
- 2004  Licht im Himmel, Die Kommunale Galerie im Leinwandhaus, Frankfurt am Main
- 2004  Light in the sky, House of Photography – Multimedia Art Museum, Moskau
- 2010  Jeder Tag ist ein guter Tag, Monika Mohr Galerie, Hamburg
- 2011  Drei Himmel zu Fuß, Kamera- und Fotomuseum Leipzig

### Gruppenausstellungen
- 1988  Tag und Nacht in Amerika, Fotografie Forum international, Frankfurt am Main
- 1989  Kunst in Frankfurt, Kunstverein Frankfurt
- 1991  Bilderlust, Museum Ludwig Köln
- 1992  Polaroid 50 × 60, Leer
- 1992  Fliegen durch Zeit und Raum, Frankfurt
- 1993  Ansichten von Alexandra S., Kunsthalle Schirn, Frankfurt am Main
- 1993  Deutsche Kunst mit Photographie, Architektur-Museum Frankfurt
- 1994  Deutsche Kunst mit Photographie der Neunziger, Rheinisches Landesmuseum, Bonn
- 1995  Die Farbe Weiß, Kulturgeschichtliches Museum Osnabrück, Osnabrück
- 1995  Zeitgenössische deutsche Modefotografie, Frauenmuseum, Bonn
- 2004  Menschenbilder – Internationale Fotokunst aus der Sammlung Günter Braus, Heidelberg, Airport Gallery 1 und 2, Frankfurt am Main
- 2008  Sylt – Insel zwischen Himmel und Meer, Altonaer Museum für Kunst und Kulturgeschichte, Hamburg
- 2008  Famous Faces,
- 2009  Landscapes, Bernheimer, München
- 2012  Über Generationen – Bildsprache Schwarzweiss, Stadtmuseum Hofheim am Taunus[3]

## Veröffentlichungen
- Wakonda, Bromöldrucke, Edition Robert Wilk, Frankfurt am Main, 1987
- Amerika, Photographien im Bromöldruck, Selbstverlag 1989
- Bromölphotographien, Deutsche Fototage, 1993
- selbst: neunundsechzig Bromöldrucke. Umschau/Braus, Heidelberg, 1999. ISBN 3-8295-6816-9
- mit Klaus Klemp: Licht im Himmel, Fotografien. Edition Braus im Wachter Verlag GmbH, Heidelberg 2004. ISBN 3-89904-110-0

## Auszeichnungen
- 1992  Distinctive Merit Award (The Art Directors Club New York)
- 1994  Kodak Kalenderpreis
- 1996  Auszeichnung des (Art Directors Club Deutschland)
- 1997 Deutscher Wissenschaftspreis für Photographie